# Скуд Велика Обарска
Српско културно уметничко друштво(СКУД) је основано 1971. године.
Успешно делује у окупљању младих, развијању склоности ка игри, пјесми, музици, глуми, поезији, и прије свега афирмацији културних вредности српског народа и свих других народа који живе на просторима Балкана. Сједиште друштва се налази у Великој Обарској.
Тренутно броји око 200 активних чланова, од којих је најбројнија фолклорна секција.

## Секције
- Омладинско фолклорна секција
- Припремна фолклорна сеција
- Дечја фолклорна секција
- Женска дечја етно група
- Мушка етно група
- Рецитаторска секција

## Награде и признања
- Треће место на 14.смотри дечјег фолклора РС у Зворнику.
- Треће место, дечји фолклорни ансамбл на 30. фестивалу "Знањем, пјесмом и игром кроз Семберију", кореографија: "Игре из Понишавља".
- Треће место, омладински фолклорни ансамбл на 30. фестивалу "Знањем, пјесмом и игром кроз Семберију", кореографија: "Игре из Такова".
- Награда за најлепшу ношњу 15.фестивала дечјег фолклора у Зворнику.
- Друго место у укупном пласману на 30. фестивалу "Знањем, пјесмом и игром кроз Семберију".
- Треће место, омладински фолклорни ансамбл на 33. фестивалу „Знањем, пјесмом и игром кроз Семберију“, кореографија: "Игре из околине Владичиног Хана".
- Прво место у укупном пласману на последњем 33. фестивалу "Знањем, пјесмом и игром кроз Семберију".

## Гостовања ван граница
1. Грчка
2. БЈР Македонија
3. Србија
4. Бугарска
5. Аустрија
6. Чешка

- Посебно издвајамо гостовање у Бугарској 2011. где је наше друштво имало част да се представи на фестивалу "Балкан фолк фест." под заставом Републике Српске, где смо добили велику овацију публике, изначајне награде и признања.

## Програм фолклорних ансамбала
- Омладински фолклорни ансамбл

1. Влашке игре
2. Игре из Владичиног Хана
3. Веселе Шопске игре
4. Игре из Семберије
5. Игре из околине Београда

- Припремни фолклорни ансамбл

1. Игре из Понишавља
2. Игре из Пирота
3. Игре из Шумадије
4. Игре из околине Лесковца

- Дечји фолклорни ансамбл (деца узраста до 7 година)

1. Игре из Србије
2. Игре из Шумадије

## Управа
- Кореограф свих фолклорних ансамбала друштва - Госп. Михајло Ђокић.
- Председник СКУД-а - Гђица. Драгана Готовчевић.